# Puissance
Puissance (französisch ‚Stärke‘, ‚Macht‘) ist ein schwedisches Martial-Industrial-/Neoklassik-Musikprojekt, das 1993 gegründet wurde. Es besteht aus Henry Möller und Fredrik Söderlund.

## Stil
Aufgrund ästhetischer Aspekte wie der Gestaltung ihres Schriftzuges und der Mitarbeit Söderlunds an verschiedenen Metal-Bands wird Puissance bisweilen mit Black Metal assoziiert. Die Musiker nutzen jedoch keinerlei analoge Instrumente, sondern beschränken sich auf den genretypischen Einsatz von Samplern und computergenerierten Klängen. Stilistisch bewegt sich Puissance zwischen minimalistischen, sehr militanten Klängen (Totalitarian Hearts, Evolution (Early Version)) und „sakral anmutende[n] Klänge[n] mit einem beinahe als schüchtern zu bezeichnenden, sanften Sprechgesang“ (In Shining Armor, Whirlpool of Flames). Auf dem jüngsten Album, Grace of God, weisen die Lieder eine deutlich höherwertige Produktion und sanftere Komposition auf; teilweise erinnert der Klang an Popmusik-Elemente à la Dernière Volonté (Walls of Freedom, In Death).
Textlich steht Puissance „unter dem Leitstern einer fundamentalen Misanthropie“ – ein weiteres Bindeglied zur Black-Metal-Szene. Beinahe alle Stücke befassen sich mit misanthropischen Themen; von der gewaltsamen Unterwerfung der Menschheit (Command and Conquer) bis hin zu ihrer vollständigen Ausrottung durch einen Vernichtungsfeldzug aus Langeweile (Totalitarian Hearts), Atomwaffen (Hail the Mushroom Cloud) oder den evolutionären Drang zur Selbstauslöschung (Evolution). Abgesehen von der ersten Demokassette Krig von 1995 sind sämtliche Liedtexte in englischer Sprache abgefasst. Zum Track Conspiracy vom Album Grace of God wurde 2015 ein Musikvideo gedreht, das das Leitmotiv Verschwörungstheorien in einer albtraumhaften Collage um Sänger Söderlund herum visualisiert.

## Diskografie
- 1995: Krig (Demokassette; Infortunium Records)
- 1995: Obey, Hate, Die (Demokassette; OCT Recordings)
- 1996: Let Us Lead (Cold Meat Industry)
- 1996: The Hearts of Shadow Gods (Split-Album mit Arcana, Aphrael und Penitent; Cold Meat Industry)
- 1997: Totalitarian Hearts (EP; Cold Meat Industry)
- 1998: Back in Control (Cold Meat Industry)
- 1999: Hail the Mushroom Cloud (EP; Fluttering Dragon)
- 1999: War On (Kompilation; Fluttering Dragon)
- 1999: Mother of Disease (Fluttering Dragon)
- 2000: A Call to Arms (Single; Selfless Recordings)
- 2000: Genocidal (Single; L. S. D. Organisation)
- 2001: Total Cleansing (Blooddawn Productions)
- 2002: To Give Death by the Sword of Christ! (Split-Single mit Sorhin; Svartvintras Productions)
- 2004: State Collapse (Regain Records)
- 2007: Grace of God (Equilibrium Music)
- 2014: Pylons of the Adversary (Split-Album mit Acherontas, Arditi und Shibalba; W.T.C. Productions)

### Samplerbeiträge
- 1997: War On auf Quid sit futurum cras, fuge quaerere (III) (Secula Delenda)
- 2000: Untitled auf Temple of Kilowatts (Fluttering Dragon)
- 2004: A Call to Arms (Instrumental) und Speak My Voice (Instrumental) auf Estigmas: The Soundtrack (Selfless Recordings)
- 2006: Intro auf Tormenting Legends Part II (Blut & Eisen Productions, W.T.C. Productions)

### Kompositionen für andere Bands
- 1995: Cum trist issimo dolore auf Parnassus · In doloriam gloria (Secula Delenda)
- 1997: I Bid You Farewell auf Parnassus · Let the Stars Fall and the Kingdom Come (Secula Delenda)
- 1999: Stained auf …And Oceans · The Symmetry of I the Circle of O (Mystic Production, Season of Mist)
- 1999: An Incarnations Dream auf Heidenreich · Trance of an Unholy Union (Napalm Records)
- 2000: Inmarsch und Utmarsch – Den nya messias auf Sorhin · Apokalypsens ängel (Svartvintras Productions, Shadow Records)
- 2002: Intros auf Judas Iscariot · Moonlight Butchery (No Colours Records)
- 2007: Symbol (Puissance Remix) und Democracy (Puissance Remix) auf Greifenkeil · Symbol (Grentzwert)
- 2008: Intro – Der fünfzehnjärige Krieg auf Absurd · Der fünfzehnjärige Krieg (Darker Than Black Records, Nebelfee Klangwerke)